# Убереж
У́береж — село в Україні, у Сарненській міській громаді Сарненського району Рівненської області. Населення становить 60 осіб.

## Географія
Село розташоване на лівому березі річки Рудинки.

## Історія
У 1906 році урочище Степанської волості Рівненського повіту Волинської губернії. Відстань від повітового міста 80 верст, від волості 21. Дворів 2, мешканців 11.
Відповідно до Розпорядження Кабінету Міністрів України від 12 червня 2020 року № 722-р «Про визначення адміністративних центрів та затвердження територій територіальних громад Рівненської області» увійшло до складу Сарненської міської громади.

## Населення
За переписом населення 2001 року в селі мешкало 60 осіб. 100 % населення вказали своєї рідною мовою українську мову.